# Ульрика Фридерика Вильгельмина Гессен-Кассельская
Ульрика Фридерика Вильгельмина (нем. Ulrike Friederike Wilhelmine Prinzessin von Hessen-Kassel; 31 октября 1722, Кассель—28 февраля 1787, Ойтин) — принцесса Гессен-Кассельская, в браке графиня (1773) и герцогиня Ольденбургская в 1774—1785 годах.

## Биография
Ульрика Фридерика Вильгельмина была вторым ребёнком и старшей дочерью в семье принца Максимилиана Гессен-Кассельского и Фридерики Шарлотты Гессен-Дармштадтской. В детстве из-за разлада между родителями проводила много времени при дворе своего деда по материнской линии Эрнста Людвига Гессен-Дармштадтского.
21 ноября 1752 года Ульрика Фридерика вышла замуж за голштинского принца Фридриха Августа, сына Кристиана Августа Гольштейн-Готторпского и Альбертины Фридерики Баден-Дурлахской. Он был братом короля Швеции Адольфа Фридриха и дядей будущей российской императрицы Екатерины. В браке родилось трое детей:
- Пётр Фридрих Вильгельм (1754—1823) — титулярный герцог Ольденбурга
- Луиза Каролина (1756—1759)
- Гедвига Елизавета Шарлотта (1759—1818) — супруга короля Карла XIII Шведского.

В январе 1760 года император Пётр III пожаловал Ульрике Фридерике орден Святой Екатерины 1 степени.
21 мая 1773 года Россия уступила права на Шлезвиг и Голштинию Дании в обмен на графства Ольденбург и Дельменхорст. А 14 июля новые владения переданы были великим князем Павлом двоюродному деду Фридриху Августу, супругу Ульрики Фридерики. Таким образом, она стала герцогиней Ольденбургской.
6 июля 1785 года Ульрика Фридерика овдовела, герцогом Ольденбургским стал её сын Вильгельм, но так как он был недееспособным, регентом при нём стал его двоюродный брат принц Петр (1755—1829).
Герцогиня Ульрика Фридерика скончалась 28 февраля 1787 года и была похоронена в Любекском соборе.